# Milícia dos Estados Unidos

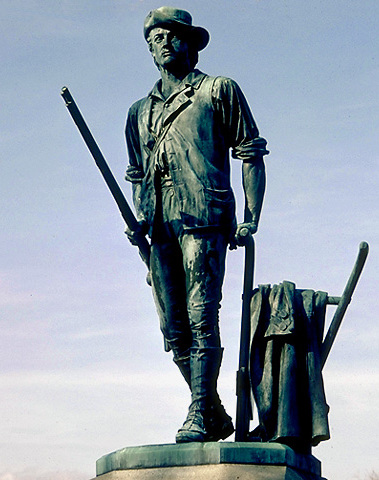
O "Ideal americano do soldado cidadão, na milícia", retratado no "The Concord Minute Man" de 1775, um monumento criado por Daniel Chester French e erguido em 1875, em Concord, Massachusetts.

A milícia dos Estados Unidos ("militia"), seu conceito e objetivos, conforme definidos pelo Congresso dos EUA, veio mudando e evoluindo ao longo do tempo.
No início, as milícias eram entidades de defesa dos interesses locais e de propriedade (incluindo escravos), e com o passar do tempo, passaram a defender interesses ligados aos conceitos de nação e democracia, elencados nos "The Federalist Papers" dos Pais Fundadores, implementando o conceito do "soldado cidadão".

## Visão geral
Durante o período colonial dos Estados Unidos, todos os homens saudáveis de uma certa faixa etária eram membros da milícia, dependendo do governo do respectivo estado. Cidades individuais formaram milícias locais independentes para sua própria defesa. Um ano antes de a Constituição dos Estados Unidos ser ratificada, Os "The Federalist Papers" detalharam a visão primordial dos Pais Fundadores em relação à milícia em 1787.
A nova Constituição autorizou o Congresso a "organizar, armar e disciplinar" essa força militar nacional, deixando um controle significativo nas mãos de cada governo estadual. Hoje, conforme definido pelo "Militia Act of 1903", o termo "milícia" ("militia") é usado para descrever duas classes dentro dos Estados Unidos:
- Milícia organizada - formada por forças de milícia estadual; notadamente, a "National Guard" e a "Naval Militia".[10]
- Milícia não organizada - compreendendo a milícia de reserva: todo homem apto, de pelo menos 17 e menos de 45 anos de idade, não sendo membro da Guarda Nacional ou da Milícia Naval.[11]

Uma terceira milícia é uma "State defense force". É autorizada por leis estaduais e federais.

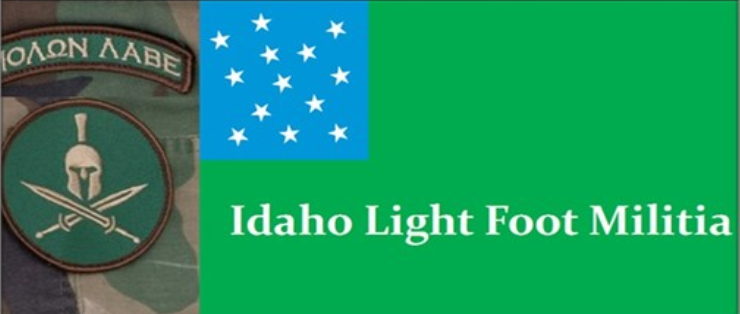
Bandeira da Idaho Light Foot Militia.

O Congresso organizou a Guarda Nacional sob seu poder de "levantar e apoiar exércitos" e não seu poder de "Providenciar para organizar, armar e disciplinar a milícia". Este Congresso optou por fazer no interesse de organizar unidades militares de reserva que não fossem limitadas em implantação pelas restrições de seu poder sobre a milícia constitucional, que pode ser convocada apenas "para executar as leis da União, suprimir insurreições e repelir invasões". A Guarda Nacional moderna foi especificamente destinada a evitar o status de milícia constitucional, uma distinção reconhecida pelo 10 U.S.C. § 311(a).

## Etimologia

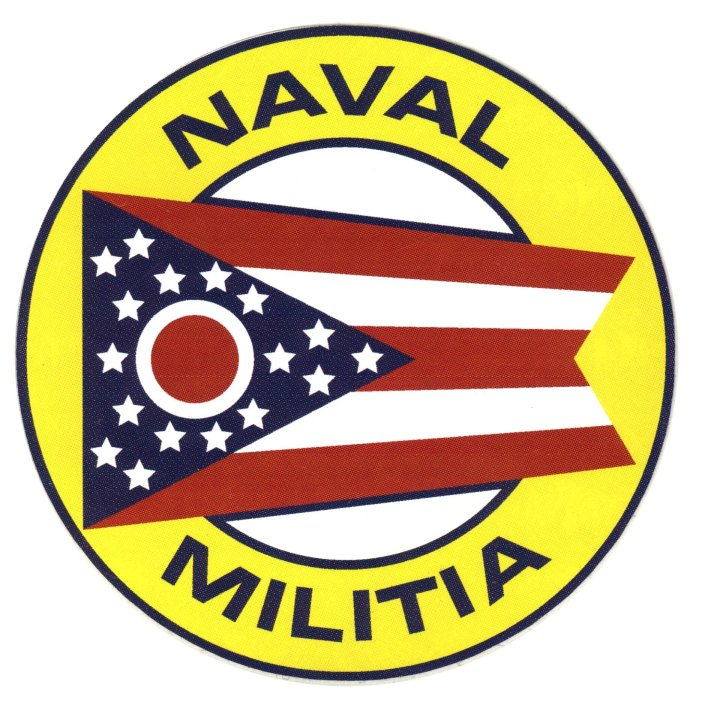
Logotipo da "Naval Militia".

O termo "milícia" deriva do inglês antigo milite que significa soldados (plural), militisc significa militar e também milita latina clássica-, milhas significa soldado.
O termo inglês moderno milícia data da década de 1580, com o significado original agora obsoleto: "o corpo de soldados a serviço de um soberano ou de um estado". Posteriormente, desde aproximadamente 1665 e registrada pela primeira vez na década de 1690, a milícia assumiu o significado de "uma força militar criada da população civil de um país ou região, especialmente para complementar um exército regular em uma emergência, frequentemente distinta de mercenários ou soldados profissionais". A Suprema Corte dos Estados Unidos adotou a seguinte definição para "milícia ativa" de um caso da Suprema Corte de Illinois de 1879: "'um corpo de cidadãos treinados para o serviço militar, que podem ser chamados em certos casos, mas não podem ser mantidos em serviço como exércitos permanentes, em tempos de paz "... quando não estão engajados em períodos determinados... eles retornam às suas ocupações habituais... e estão sujeitos a convocação quando as exigências públicas o exigem".
A grafia de milícia é freqüentemente observada em materiais escritos e impressos do século XVII ao século XIX.